# Badminton World Cup 1992
Der Badminton World Cup 1992 fand vom 19. bis zum 23. August 1992 im Guangdong Gymnasium in Guangzhou statt. Das Preisgeld betrug 150.000 US-Dollar.

## Sieger und Platzierte
| Disziplin    | Gold                          | Silber                     | Bronze                               |
| ------------ | ----------------------------- | -------------------------- | ------------------------------------ |
| Herreneinzel | Joko Suprianto                | Hermawan Susanto           | Foo Kok Keong                        |
| Herreneinzel | Joko Suprianto                | Hermawan Susanto           | Zhao Jianhua                         |
| Dameneinzel  | Tang Jiuhong                  | Huang Hua                  | Lee Heung-soon                       |
| Dameneinzel  | Tang Jiuhong                  | Huang Hua                  | Bang Soo-hyun                        |
| Herrendoppel | Soo Beng Kiang Cheah Soon Kit | Rexy Mainaky Ricky Subagja | Yap Yee Hup Yap Yee Guan             |
| Herrendoppel | Soo Beng Kiang Cheah Soon Kit | Rexy Mainaky Ricky Subagja | Chen Kang Chen Hongyong              |
| Damendoppel  | Yao Fen Lin Yanfen            | Gillian Gowers Sara Sankey | Gillian Clark Christine Magnusson    |
| Damendoppel  | Yao Fen Lin Yanfen            | Gillian Gowers Sara Sankey | Rosiana Tendean Erma Sulistianingsih |
| Mixed        | Rudy Gunawan Rosiana Tendean  | Jan Paulsen Gillian Gowers | Chen Xingdong Sun Man                |
| Mixed        | Rudy Gunawan Rosiana Tendean  | Jan Paulsen Gillian Gowers | Pär-Gunnar Jönsson Maria Bengtsson   |

## Finalergebnisse
| Disziplin    | Sieger                        | Finalist                   | Ergebnis     |
| ------------ | ----------------------------- | -------------------------- | ------------ |
| Herreneinzel | Joko Suprianto                | Hermawan Susanto           | 18-13, 15-8  |
| Dameneinzel  | Tang Jiuhong                  | Huang Hua                  | 11-8, 11-5   |
| Herrendoppel | Soo Beng Kiang Cheah Soon Kit | Rexy Mainaky Ricky Subagja | 15-10, 15-11 |
| Damendoppel  | Yao Fen Lin Yanfen            | Gillian Gowers Sara Sankey | 15-0, 15-3   |
| Mixed        | Rudy Gunawan Rosiana Tendean  | Jan Paulsen Gillian Gowers | 17-15, 15-9  |

## Halbfinalresultate
| Disziplin    | Sieger                        | Gegner                               | Ergebnis            |
| ------------ | ----------------------------- | ------------------------------------ | ------------------- |
| Herreneinzel | Joko Suprianto                | Foo Kok Keong                        | 15-12, 15-2         |
| Herreneinzel | Hermawan Susanto              | Zhao Jianhua                         | 13-15, 15-4, 15-2   |
| Dameneinzel  | Tang Jiuhong                  | Lee Heung-soon                       | 11-1, 11-5          |
| Dameneinzel  | Huang Hua                     | Bang Soo-hyun                        | 10-12, 11-9, 11-9   |
| Herrendoppel | Soo Beng Kiang Cheah Soon Kit | Yap Yee Hup Yap Yee Guan             | 15-3, 17-14         |
| Herrendoppel | Rexy Mainaky Ricky Subagja    | Chen Kang Chen Hongyong              | 15-11, 15-11        |
| Damendoppel  | Yao Fen Lin Yanfen            | Gillian Clark Christine Magnusson    |                     |
| Damendoppel  | Gillian Gowers Sara Sankey    | Rosiana Tendean Erma Sulistianingsih | 18-15, 18-15        |
| Mixed        | Rudy Gunawan Rosiana Tendean  | Chen Xingdong Sun Man                | 11-15, 18-15, 17-15 |
| Mixed        | Jan Paulsen Gillian Gowers    | Pär-Gunnar Jönsson Maria Bengtsson   | 12-15, 18-14, 17-14 |